# Kingdonella hanburyi
Kingdonella hanburyi är en insektsart som beskrevs av Boris Petrovich Uvarov 1939. Kingdonella hanburyi ingår i släktet Kingdonella och familjen gräshoppor. Inga underarter finns listade i Catalogue of Life.